# 阿尔弗雷多·迪斯蒂法诺
阿爾弗雷多·迪斯蒂法諾（Alfredo Di Stéfano，1926年7月4日—2014年7月7日），前意大利裔和阿根廷裔西班牙足球運動員及領隊，是1950年代末的球員，綽號“金箭頭”。曾效力西班牙足球會皇家馬德里，與匈牙利名將普斯卡斯合力為皇馬於1956年至1960年間連贏五屆歐冠杯。他球員生涯曾代表三個不同國家出賽：分別是阿根廷、哥倫比亞和西班牙。他是世界公认的历史上最好的足球运动员之一，和国际足联在2000年评选的过去70年最佳球员。是世界球壇中的傳奇巨星之一。

## 生平
迪斯蒂法诺祖先乃意大利人，早年從意大利移居至阿根廷。由於在阿根廷出生，迪斯蒂法诺順理成章在阿根廷球會河床展開其球員生涯。其間他轉過多間球會，亦曾在哥倫比亞一家叫「百萬富翁」的球會效力。迪斯蒂法诺原定選擇加盟巴塞隆納，因為皇家馬德里與政府關係密切而令事件受到阻滯，幾經波折下，迪斯蒂法诺終於在1953年12月轉投皇馬。
迪斯蒂法诺在效力皇馬期間上陣過282場比賽，取得219個入球。在1956年和1960年間，迪斯蒂法诺帶領皇馬連續五年打進歐冠杯決賽，全皆勝出取得冠軍，創下皇馬在歐冠連奪五屆冠軍的紀錄。同時迪斯蒂法诺亦為皇馬贏過無數聯賽錦標和各項杯賽獎項。
迪斯蒂法诺於1966年以40歲之齡宣告退役，退役後一直留在阿根廷執教當地球會，包括博卡青年、河床。1982年他重返皇馬執教，可是皇馬表現未如理想，結果於1984年離開球會。
2004年迪斯蒂法诺被巴西球王贝利提名為125位在世的偉大足球員。他亦為皇家馬德里的榮譽主席。
2014年7月5日，他在街上因心臟病發送院，情況一直危殆，延至7月7日下午與世長辭。

## 成就

### 球員生涯
河床體育會
- 阿根廷聯賽冠軍 (2次)： 1945年, 1947年

百萬富翁足球俱樂部
- 哥倫比亞聯賽冠軍 (3次)：1949年, 1951年, 1952年
- 哥倫比亞盃冠軍 (1次)：1952/53年度

皇家馬德里足球俱樂部
- 西班牙甲組聯賽冠軍 (8次)：1953/54年度, 1954/55年度, 1956/57年度, 1957/58年度, 1960/61年度, 1961/62年度, 1962/63年度, 1963/64年度
- 西班牙盃 (1次)： 1961/62年度
- 拉丁盃 (2次)： 1955年, 1957年
- 歐洲聯賽冠軍盃 (5次)： 1955/56年度, 1956/57年度, 1957/58年度, 1958/59年度, 1959/60年度
- 洲際盃 (1次)： 1960年

阿根廷國家足球隊
- 美洲杯 (1次)： 1947年

### 教練生涯
小保加體育會
- 阿根廷聯賽冠軍 (1次)： 1969年
- 阿根廷盃 (1次)： 1969年

河床足球會
- 阿根廷聯賽冠軍 (1次)： 1981年

瓦倫西亞足球俱樂部
- 西班牙甲級聯賽冠軍 (1次)：1970/71年度
- 歐洲盃賽冠軍盃 (1次)： 1979/80年度
- 西班牙乙級聯賽冠軍 (1次)：1986/87年度

皇家馬德里足球俱樂部
- 西班牙超級盃 (1次)：1990年

### 個人獎項
- 阿根廷聯賽神射手: 1次 (1947)
- 哥倫比亞聯賽神射手: 2次 (1951, 1952)
- 西班牙聯賽神射手: 5次 (1954, 1956, 1957, 1958, 1959)
- 欧洲冠军杯最佳射手：2次（1958,1962）
- 歐洲金球獎: 2次 (1957, 1959)
- 欧洲超级金球奖得主：1次（1989）

## 外部連結
- 有關影片 （页面存档备份，存于）
- 影响世界足球名人排行榜 : No.3 〖阿根廷、西班牙〗迪史蒂芬奴 （页面存档备份，存于）